# Ökotop
Der (oder das) Ökotop (griechisch oikos ‚Haus‘, ‚Wohnraum‘ und topos ‚Ort‘) ist ein Begriff aus der Landschaftsökologie. Es bezeichnet die räumliche Ausdehnung und die unbelebten Bestandteile eines Ökosystems, in dem sich ein bestimmtes Zusammenwirken von Umweltfaktoren abspielt. Es ist räumlicher Repräsentant verschiedener Econs gleichartiger Struktur, die miteinander in Beziehung stehen.

## Begriffsabgrenzung
Im Sprachgebrauch werden die Begriffe Ökotop und Ökosystem manchmal verwechselt bzw. synonym verwendet:
- ein Ökosystem ist allenfalls die Modellvorstellung vom Funktionieren eines Ökotops
- ein Ökotop umfasst die örtlich vorgefundene und tatsächlich gegenständliche Gesamtheit der unbelebten Bestandteile eines Areals.

Bezogen auf eine Lebensgemeinschaft wird das Ökotop als Biotop bezeichnet. Dabei betrachtet man mehrere Biotope,
- meistens die unbelebten Bestandteile des Lebensraums einer Biozönose (Lebensgemeinschaft) oder
- seltener deren Bestandteile Hydrotop, Pedotop, Klimatop.

Im hierarchischen System der landschaftsökologischen Raumeinheiten stellen Ökotope die (im geographischen Sinne homogenen) Grundeinheiten, während die Ökozonen die oberste Ordnungsstufe der Biosphäre einnehmen. Zwischen Ökotopen und Ökozonen lassen sich bei Bedarf weitere Unterteilungsstufen einfügen, die beispielsweise als Ökoregionen, Ökoprovinzen und Ökodistrikte bezeichnet werden können.

## Übertragene Begriffsverwendung
Der Begriff wird auch in übertragenem Sinne verwendet, wenn es um mehr oder weniger abgeschlossene Bereiche der Computerverwendung geht: So werden die Umfelder der einzelnen Betriebssysteme als Ökotop bezeichnet („Linux-Ökotop“, „Windows-Ökotop“, …), aber auch einzelne Einsatzgebiete mit größerer Ausdehnung in der Gesellschaft („Ökotop der kommerziellen Datensammelei“). Auch hier werden die Begriffe Ökotop und Ökosystem teils synonym verwendet.
Im Jahr 2006 adaptierte Helfried Schmidt den Denkansatz vom Ökotop erstmals auf Wirtschaftskreisläufe und beschrieb abgrenzbare Wirtschaftsräume als Regiotop.